# Brachtendorf
Brachtendorf est une municipalité allemande située dans le Land de Rhénanie-Palatinat et l'arrondissement de Cochem-Zell.